# Chiesa di San Michele Arcangelo (Parella)
La chiesa di San Michele Arcangelo è la parrocchiale di Parella, in città metropolitana di Torino e diocesi di Ivrea; fa parte della vicaria Pedemontana-Valchiusella-Valle Dora.

## Storia
Si ignora quando sorse l'orignaria chiesa parellese, ma era sicuramente già esistente all'inizio del XIV secolo, dato che se ne possiede una descrizione stilata il 25 agosto 1329 dal vescovo Palladio Avogadro, nella quale si legge che l'edificio era complessivamente in buono stato, pur venendo giudicato mal ornato.
Nel 1774 il vescovo Giuseppe Ottavio Pochettini, durante la sua visita pastorale, trovò che l'altare maggiore versava in condizioni indecorose, rilevando però che i fedeli da tempo aspiravano a un rifacimento del luogo di culto.
La questione si trascinò fino al 1809, allorché fu paventata da Auguste Jubé de la Perelle, prefetto del dipartimento della Dora, la soppressione della parrocchia di Parella e la sua annessione a quella di Colleretto: allora, i fedeli presero finalmente la decisione di ricostruire la loro chiesa. Il progetto venne affidato all'architetto cuorgnatese Astrua: i lavori vennero eseguiti in due fasi, ovvero tra il 1810 e il 1811 si provvide a riedificare il presbiterio e il coro, mentre il resto tra il 1816 e il 1817. Completata la nuova chiesa, il 28 settembre 1817 il vescovo Giuseppe Maria Pietro Grimaldi impartì la consacrazione.
I due altari laterali, dedicati rispettivamente a santa Apollonia e Maria Santissima del Carmelo, vennero realizzati nel 1819, mentre nel 1856 fu costruito il coro ligneo.
Nel 1974 venne eseguito l'adeguamento liturgico secondo le usanze postconciliari mediante l'aggiunta dell'ambone e dell'altare rivolto verso l'assemblea. 
Tra il 2014 e il 2015 fu condotto un intervento di risistemazione e di ripristino delle coperture dell'edificio.

## Descrizione

### Facciata
La facciata a capanna della chiesa, rivolta a nordest, presenta centralmente il portale d'ingresso, sormontato dal frontoncino curvilineo, e un mosaico raffigurante San Michele Arcangelo ed è scandita da quattro lesene ioniche sorreggenti il timpano di forma triangolare.
Annesso alla parrocchiale è il campanile a base quadrata, la cui cella presenta su ogni lato una monofora a tutto sesto ed è coperta dal tetto a quattro falde.

### Interno
L'interno dell'edificio si compone di un'unica navata, sulla quale si affacciano i bracci del transetto, introdotto da amp archi a tutto sesto, e le cui pareti sono scandite da lesene sorreggenti la trabeazione modanata e aggettante sopra la quale si impostano le volte a vela; al termine dell'aula si sviluppa il presbiterio, rialzato di alcuni gradini, delimitato da balaustre e chiuso dall'abside di forma semicircolare.